# Amauri Ribeiro
Amauri Ribeiro, anche noto come Amauri (San Paolo, 23 gennaio 1959), è un allenatore di pallavolo ed ex pallavolista brasiliano.
Giocava nel ruolo di schiacciatore.

## Carriera
Campione Olimpico con la nazionale brasiliana nel 1992 a Barcellona e vicecampione a Los Angeles 1984, a cui si aggiunge la vittoria di un campionato del mondo nel 1982 in Argentina. Da Giocatore, dopo diverse esperienze in patria, giunge in Italia a Falconara nel 1987/1988. Si avvicina al sitting volley in Brasile, con una squadra che cercava un allenatore. Nel 2017 viene chiamato dalla FIPAV per il progetto sitting volley che la federazione aveva avviato 4 anni prima. Campione d'Europa con la nazionale femminile nell'ottobre 2023 a Caorle, Amauri si prepara ora ad affrontare da protagonista con la Nazionale italiana di sitting volley i Giochi Paralimpici di Parigi 2024

## Palmarès

### Club

#### Giocatore
- Campionato brasiliano: 6

1981, 1982, 1983, 1989-90, 1990-91, 1991-92
- Campionato Paulista: 12

1977, 1978, 1979, 1980, 1982, 1983, 1984, 1985, 1986, 1989, 1990, 1991
- Campionato Carioca: 1

1981
- Campionato sudamericano per club: 3

1988, 1989, 1990

### Nazionale (competizioni minori)

#### Giocatore
- Campionato sudamericano Under-21 1976
- Campionato mondiale Under-21 1977
- Campionato sudamericano Under-21 1978
- Mundialito 1982
- Giochi panamericani 1983
- Mundialito 1984